# Grand Mur d'Hercule-Couronne boréale
Le Grand Mur d'Hercule-Couronne boréale ou Grand Mur d'Hercule et de la Couronne boréale (Her–CrB GW pour Hercules-Corona Borealis Great Wall) est un immense filament galactique situé dans les constellations d'Hercule et de la Couronne boréale. S'étendant sur plus de 10 milliards d'années-lumière,, c'est la plus grande et la plus massive structure connue de l'univers observable.
Ce grand mur a été découvert en novembre 2013 à partir d'une cartographie de sursauts gamma réalisée à l'aide d'observations des télescopes SWIFT et GLAST,,.

## Caractéristiques
La structure forme un filament galactique ou un immense superamas lié par la gravité. Elle fait environ 10 milliards par 7,2 milliards d'années-lumière pour une « épaisseur » de 900 millions d'années-lumière. Son décalage vers le rouge est situé entre 1,6 et 2,1, ce qui correspondrait à une distance d'environ 10 milliards d'années-lumière,.
L'observation de cette superstructure pourrait entrer en contradiction avec certains principes cosmologiques.

## Désignation
Le grand mur a été ainsi désigné pour la première fois lors de la création d'un article encyclopédique à son sujet, par un wikipédien anglophone des Philippines, le 22 novembre 2013.